# Смирнова (деревня)
Смирнова — деревня в Пышминском городском округе Свердловской области России.

## География
Деревня Смирнова расположена в 16 километрах южнее посёлка Пышма (по автомобильной дороге — в 18 километрах), на правом берегу реки Дерней (правого притока реки Пышмы) и на левом берегу реки Ямандай (правого притока Дернея), чуть выше устья. На противоположном берегу Ямандая, чуть ниже по течению Дернея расположено село Тупицыно.

## История
Деревня входила в приход Красноярского села. По состоянию на 1902 год в деревне жили русские крестьяне, которые занимались земледелием, плетением коробов, гончарным производством и торговлей скотом. В 1916 году деревня относилась к Четкаринской волости. В 1928 году Смирнова входила в Тупицынский сельсовет Четкаринского района Шадринского округа Уральской области.

## Население
| 2002 | 2010 | 2021 |
| ---- | ---- | ---- |
| 176  | ↘135 | ↗141 |

По данным переписи населения 1926 года, в деревне Смирновой было 55 дворов с населением 291 человек (137 мужчин и 154 женщины), все русские.

## Инфраструктура
| Список улиц | Список улиц | Список улиц |
| #           | Тип         | Название    |
| ----------- | ----------- | ----------- |
| 1           | улица       | Гагарина    |
| 2           | улица       | Кирова      |
| 3           | улица       | Ленина      |
| 4           | переулок    | Кировский   |